# Originile literaturii egiptene
Conform celor mai recente cercetări, literatura egipteană (în afara scrisorilor, textelor religioase și documentelor administrative) își are originile în Regatul Mijlociu, după mai bine de un mileniu de la inventarea scrisului. La începutul mileniului al II-lea î.Hr, pe la începutul Regatului Mijlociu, se poate observa că scrisul era folosit în mai multe straturi ale societății decât înainte- reprezentând probabil o revoluție socială și tehnică ce a stat la temelia literaturii în Egipt. După Prima Perioadă Intermediară, care este recunoscută drept o perioadă a unor schimbări sociale- cu instaurarea unei noi ordini sociale- literatura a început să fie scrisă, deși nu din scopuri practice.
Această nouă formă a cuvântului scris punea la dispoziție atât aventura intelectuală ("căutarea inimii", în termeni egipteni), cât și amuzamentul ("amuzarea inimii"). 
Prin natura sa, literatura aborda subiecte aflate dincolo de problemele imediate, mondene, și anume dreptatea, originile și identitatea culturală, sau influența zeilor asupra  destinului uman, imaginația putând zbura nestingherită.
De fapt, cea mai timpurie literatură poate fi descrisă ca fiind o "literatură-problemă".

## Scopurile literaturii
Literatura schimba viziunea, transportându-l pe cititor, fiind adesea și purificatoare. De exemplu, când personajele unei povești dezbăteau relevanța „vorbirii frumoase”, un țăran îi spune unui faraon: „Astfel, cu siguranță dorești să mă vezi sănătos”, făcând aluzie la funcțiile sale terapeutice. La fel, în „ Profețiile lui Neferti”, melancolicul Sneferu- un rege real transformat în personaj literar- este vindecat prin „expresii frumoase și cuvinte alese”. Melancolia este, de asemenea, un motiv-cheie in poveștile din Papirusul Westcar, în care Sneferu este vindecat la vederea unei femei frumoase, goale, care cânta.
În proporție egală, melancolia, literatura, și erotismul contribuiau la „amuzarea inimii”.Textele literare erau în general concepute pentru a fi citite cu voce tare. În această privință, erau scrise într-un limbaj apropiat celui vorbit.
Un text important al literaturii de la începutul mileniului al II-lea î.Hr este cel care prezintă viața unui curtean, Sinuhet. În acest text sunt abordate în special trei subiecte: cultura înaltă din Egipt în comparație cu barbarii străini, relația poporului egiptean cu regele și problema destinului personal, cu intervenția imediată a divinității. Aici, o criză este folosită ca punct de pornire pentru o poveste, multe alte povești bazându-se pe ideea trecerii peste situații excepționale.
Povestea lui Sinuhet poate fi înțeleasă pe fundalul unei forme specifice de text religios.
Încă din Vechiul Regat, textele de la înmormântările oamenilor erau scrise la persoana I și decriau viețile lor sau mai degrabă poziția socială și cariera defunctului.
Aceste texte aveau scopul de a stabili existența unei persoane, continuând cu prezența post-mortem prin autoprezentare pentru posteritate și eternitate.
Această formă de text, centrală în cultul funerar egiptean, a fost parodiată în Povestea lui Sinuhet.
Genurile literaturii din Egiptul antic erau derivate. Textele literare erau localizate în trecutul îndepărtat sau apropiat.
Autorii întrepătrundeau ficțiunea cu realitatea, folosind istoria, recunoscută de potențialii cititori.

## Autorii
Textele din perioadele timpurii ale literaturii egiptene au fost considerate capodopere.
Au fost transmise peste secole, iar în perioada Noului Regat, au devenit baza educației.
Multe texte sunt localizate în palatele regale, unde au fost făcuți, se pare, primii pași în domeniul scrisului literar.
Djedi era un învățător pentru care cărțile erau o parte integrantă a vieții. Acest bătrân înțelept, care trăia departe de palat, avea abilități supranaturale și cunoștințe bogate și este recunoscut ca fiind un personaj fictiv.
Neferti este și el recunoscut ca model al viețiii literare egiptene, dar în alt sens: oamenii ca Neferti citeau, compuneau și copiau textele literare, la începuturile Regatului Mijlociu.